# Kornić
Kornić är en ort i Kroatien.   Den ligger i länet Gorski kotar, i den centrala delen av landet, 140 km sydväst om huvudstaden Zagreb. Kornić ligger 87 meter över havet och antalet invånare är 325.
Terrängen runt Kornić är kuperad österut, men västerut är den platt. Havet är nära Kornić åt sydväst.  Närmaste större samhälle är Krk, 3,6 km sydväst om Kornić. 